# Exodeoxiribonucleasa fago SP3 inducida
La exodeoxiribonucleasa fago SP3 inducida (EC 3.1.11.4) es una enzima nucleasa que cataliza la reacción de rotura exonucleolítica de deoxinucleótidos en la dirección 5' → 3' para formar nucleósido-5'-fosfatos. Un organismo que sintetiza esta enzima es el bacteriófago SPe. Los nombres alterntivos de esta enzima son ADN 5'-dinucleotidohidrolasa y fago SP3 DNAasa. Tiene preferencia por el ADN de cadena simple.